# Голуб дупљаш
Голуб дупљаш (лат. Columba oenas) европска је врста голуба.

## Опис
Сличан је голубу пећинару, само што му је тртица сива, а не бела, док су пруге на крилима слабије изражене. Мањи је од пећинара и нема бели украс на врату и крилима. Глава, врат, горњи део крила и доњи део леђа су му плаве боје. Горњи део леђа је смеђеплав, а према гуши прелази у боју црног вина. Доњи део тела је загаситоплав. Велика летна пера у крилима су плава, као и пера репа. На крилима има једну пругу мрке боје. Кљун му је бледожуте боје са црвеним носем. Достиже величину од 32 центиметра, а распон крила му је око 70 центиметара. Тежи до 350 грама. Мужјаци и женке се не разликују.

## Распрострањеност
Распрострањеност му је нешто мања него код голуба гривнаша. Како је птица селица, између фебруара и октобра среће га се широм Европе у шумама и парковима, осим на Исланду и на северу Скандинавије. Зиму проводи на крајњем западу и југу Европе.

## Начин живота и размножавање
Име је добио по томе што се леже у дупљама старог дрвећа. Гнездо гради у дупљама старог дрвећа у које снесе два бела, овална јаја дужине 36 мм, а ширине 27 мм. Млади се излегу после 17-18 дана лежања. Пар се измењује на гнезду и у подизању младих. Знају да прихвате и понуђене кућице за птице. Обично се легу три пута годишње, али увек у новој дупљи, јер у старом гнијезду остане доста измета младунаца.

## Исхрана
Храни се првенствено разним семењем, плодовима маслина, зрневљем жита, семењем коровских биљака, четинара и другог дрвећа. Раније је чинио доста штете пољопривреди, али како се данас посвећује већа пажња шумама, шупљих стабала је све мање, па је све мање и голубова дупљаша.